# Runaway (2005)
Runaway is een Amerikaanse dramafilm uit 2005 onder regie van Tim McCann met in de hoofdrollen Aaron Stanford en Robin Tunney.

## Verhaal
De 21-jarige Michael Adler is samen met zijn 8-jarig broertje Dylan van huis weggelopen en probeert voor hen beiden een nieuw leven op te bouwen in een rustig stadje op het platteland. Hij werd vroeger door zijn pedofiele vader misbruikt en wil Dylan hetzelfde lot besparen. Michael vindt een baantje in de lokale buurtwinkel en alles lijkt goed te gaan. Maar wanneer hij verliefd wordt op zijn mooie collega Carly begint zijn verleden hem in te halen.

## Rolverdeling
| Acteur                | Personage               |
| --------------------- | ----------------------- |
| Aaron Stanford        | Michael Adler           |
| Robin Tunney          | Carly                   |
| Peter Gerety          | Mo                      |
| Melissa Leo           | Lisa Adler              |
| Michael Gaston        | Jesse Adler             |
| Zack Savage           | Dylan Adler             |
| Terry Kinney          | Dr. Evan Maxim          |
| Jennifer Dempster     | News Reporter           |
| Anthony Corrado       | Motel Manager           |
| Robert Grcywa         | Bert                    |
| Bill Wolff            | Eyewitness on TV        |
| Phillip Blancero      | Customer in Mo's        |
| Karla Cary            | Customer in Mo's        |
| Ray Kennedy           | Police Officer          |
| Andrew D. Jones       | Police Officer          |
| Tanya Ferro           | Police Officer          |
| Jason Gervais         | Police Officer          |
| Patrick McCulloch     | Police Officer          |
| Danny Waer            | Police Officer          |
| Brian Kozloski        | Police Officer          |
| James W. Harrison III | Quarrelling Meth Addict |
| Smokey Nelson         | Quarreling Meth Addict  |

## Prijzen en nominaties
- 2005: Austin Film Festival, winnaar van de "Best Narrative Feature Award" voor Bill True[1]